# Церква святих верховних апостолів Петра і Павла (Констанція)
Церква святих верховних апостолів Петра і Павла в Констанції — парафія і храм греко-католицької громади Борщівського деканату Бучацької єпархії Української греко-католицької церкви в селі Констанція Чортківського району Тернопільської области.

## Історія церкви
Парафія була утворена у 1991 році. З ініціативи та за організацією Мирослава Драпака (уже покійного) того ж року релігійна громада вирішила збудувати свій храм. На свято Петра і Павла отець Микола Подущак, парох села Озеряни, освятив наріжний камінь.
Церкву будували за пожертви парафіян, а також жителів села Озеряни. Значну роль у спорудженні храму відіграв Леонід Бажовський, тодішній старший брат. У першу неділю жовтня 1995 року збудовану церкву освятив владика Тернопільської єпархії Михаїл Сабрига. Згодом були збудовані також каплички та дзвіниці.
За кошти парафіян та меценатів, вихідців із села, які проживають за кордоном, було виконано розпис церкви та виготовлено іконостас, який освятив владика Бучацької єпархії Іриней Білик.
При парафії діють спільнота «Матері в молитві», братство «Апостольство молитви» та «Престольне братство».
Біля центральної дороги села стоїть фігура Божої Матері, встановлена за кошти Галини Бажовської. У власності парафії також є проборство.

## Парохи
- о. Микола Бугера (1995—2002),
- о. Іван Яворський (з 2002).